# 飛向白日青天
《飛向白日青天》是一首中華民國愛國歌曲，由趙友培作詞，李中和作曲。
歌曲的創作背景是1977年7月7日飛行員范園焱駕米格-19戰鬥偵察機投誠一事。歌曲以“白日青天”象徵中華民國，以“污腥赤地”（“五星”諧音“污腥”）象徵中國大陸的中華人民共和國政權，表示對“反共義士”的讚頌和中華民國正統性的強化。

## 歌詞
為了爭自由，

為了享人權，

唾棄污腥赤地，

飛向白日青天。

為了爭自由，

為了享人權，

把真相宣告世界，

就行動完成心願。

為了爭自由，

為了享人權，

唾棄污腥赤地，

飛向白日青天。

飛向白日青天，

飛向白日青天，

飛向白日青天！